# Hans Koessler
Hans Koessler, także Kössler (ur. 1 stycznia 1853 w Waldeck, zm. 23 maja 1926 w Ansbach) – niemiecki kompozytor i pedagog.

## Życiorys
Był krewnym Maxa Regera. W latach 1871–1874 pracował jako organista w Neumarkt in der Oberpfalz. Od 1874 do 1877 roku uczył się u Josefa Rheinbergera i Franza Wüllnera w Königliche Musikschule w Monachium. W latach 1877–1881 uczył teorii i śpiewu chóralnego w konserwatorium w Dreźnie. Prowadził też chór Dresdner Liedertafel, z którym w 1880 roku zdobył główną nagrodę na międzynarodowym konkursie w Kolonii. W 1881 roku objął posadę kapelmistrza w kolońskim Stadttheater. Od 1882 roku prowadził klasę organów i śpiewu w Akademii Muzycznej w Budapeszcie, od 1883 roku wykładał tam także kompozycję. W 1908 roku przeszedł na emeryturę i osiadł w Ansbach. W latach 1920–1925 ponownie był wykładowcą Akademii Muzycznej w Budapeszcie.
Jego uczniami byli Zoltán Kodály, Béla Bartók, Imre Kálmán, Leó Weiner i Ernst von Dohnányi.

## Wybrane kompozycje
(na podstawie materiałów źródłowych)

### Utwory orkiestrowe
- Wariacje symfoniczne (1909)
- Koncert skrzypcowy a-moll (1914)
- Passacaglia-Konzert na skrzypce i orkiestrę (1919)

### Utwory kameralne
- Sekstet smyczkowy (1902)
- Kwintet smyczkowy F-dur (1913)
- 2 kwartety smyczkowe (d-moll i g-moll 1902)
- Triosuite na skrzypce, altówkę i fortepian (1922)
- Allerseelen na skrzypce lub obój lub wiolonczelę i organy (1913)
- Suita a-moll na skrzypce i organy (1919)

### Utwory wokalno-instrumentalne
- oratorium Triumph der Liebe (1897)
- świeckie requiem Sylvesterglocken na głosy solowe, chór i orkiestrę (1897)
- oda żałobna Dem Verklärten na głos solo i orkiestrę (1912)

### Opera
- Der Münzenfranz (wyst. Strasburg 1902)